# Oisy (Nièvre)
Oisy is een gemeente in het Franse departement Nièvre (regio Bourgogne-Franche-Comté) en telt 322 inwoners (2009). De plaats maakt deel uit van het arrondissement Clamecy.

## Geografie
De oppervlakte van Oisy bedraagt 17,8 km², de bevolkingsdichtheid is 18,4 inwoners per km².
De onderstaande kaart toont de ligging van Oisy (Nièvre) met de belangrijkste infrastructuur en aangrenzende gemeenten.

## Demografie
Onderstaande figuur toont het verloop van het inwonertal (bron: INSEE-tellingen).